# Ferdinand Arnošt Karel z Herbersteinu
Ferdinand Arnošt Karel hrabě z Herbersteinu (německy Ferdinand Ernst Karl Graf von Herberstein, 1682 – 6. března 1720 Praha) byl německý matematik a vojenský důstojník z hraběcího rodu Herbersteinů.  Je znám také pod pseudonymem „Amari de Lapide“.

## Život
Narodil se jako syn Karla Zikmunda z Herbersteinu a jeho manželky Františky z Hautoy. Většinu života prožil v Čechách, kde vydával své spisy.
Byl autorem několika knih o matematice a geometrii. Některé knihy jsou podepsány pseudonymem „Amari de Lapide“.
Byl ženatý s Terezií Antonií z Kaiserštejna († 1734), s níž měl dceru Františku Marii (1697–1763), provdanou Žerotínovou.

## Spisy
- Norma et regula statica intersectione circulorum desumta, Praga 1686
- Mathemata adversu umbratiles Petri Poireti impetus propugnata, Praga, 1709
- Diatome circulorum seu specimen geometricum, Praga, 1710
- Erotema politico-philologicum an studium Geometriae rempublicam administranti obstaculo sit an adminiculo?, Praha, 1712
- (Amari de Lapide) De machinis pro rei tormentariae incremento etc. tractandis
- (Amari de Lapide) Artis technicae via plana et facilis, Stettino 1736